# Henry VIII and His Six Wives
Henry VIII and His Six Wives (Enrique VIII y sus seis mujeres en España y Las seis esposas de Enrique VIII en Hispanoamérica) es una película biográfica de 1972 dirigida por Waris Hussein y protagonizada por Keith Michell, Donald Pleasence y Charlotte Rampling.

## Argumento
Enrique VIII nació en Londres el 28 de junio de 1491. Tras la muerte de su padre, Enrique VII, accedió al trono en 1509, convirtiéndose en rey de Inglaterra (1509-1547). Durante su reinado modificó la Iglesia y todos aquellos que rechazaron la autoridad eclesiástica de Enrique VIII fueron ejecutados. Durante su reinado Enrique VIII contrajo matrimonio en seis ocasiones. Su primera mujer fue Catalina de Aragón, hija de los Reyes Católicos. Contrajo matrimonio con ella en 1501. Fue la madre de María I Tudor, heredera al trono de Inglaterra en 1553. Su segunda mujer fue Ana Bolena. Contrajo en 1533 matrimonio en secreto con ella y fue también la madre de Isabel I Tudor, heredera al trono de Inglaterra en 1558. Su tercera mujer fue Juana Seymour, con la que contrajo matrimonio en secreto en 1536. Fue la madre de Eduardo VI, único heredero varón del rey y heredero al trono a la muerte de su padre en 1547. Su cuarta mujer fue Ana de Clèves, hermano de Guillermo, duque de Clèves. Se casaron en 1540 y fue un matrimonio de conveniencia basado en establecer alianzas con estados luteranos alemanes. Su quinta mujer fue Catalina Howard, nieta de Thomas Howard. Se casaron en 1540. Fue acusada de adulterio y decapitada por ello en 1542. Finalmente, su sexta y última esposa fue Catalina Parr, con la que se casó en 1543.

## Reparto
| Actor              | Personaje          |
| ------------------ | ------------------ |
| Keith Mitchell     | Rey Enrique VIII   |
| Donald Pleasence   | Thomas Cromwell    |
| Charlotte Rampling | Ana Bolena         |
| Jane Asher         | Juana Seymour      |
| Frances Cuka       | Catalina de Aragón |
| Lynne Frederick    | Catalina Howard    |
| Jenny Bos          | Ana de Clèves      |
| Barbara Leigh-Hunt | Catalina Parr      |
| Bernard Hepton     | Thomas Cranmer     |
| Clive Merrison     | Weston             |
| David Bailie       | Norris             |
| Michael Gough      | Norfolk            |

## Producción
Tras el éxito de la película Un hombre para la eternidad (1966), proliferaron las adaptaciones de la vida del célebre monarca inglés Enrique VIII, tanto a la pequeña como a la gran pantalla. Eso llevó a que se crease la exitosa miniserie de la BBC The Six Wives of Henry VIII (1970), que cosechó cinco premios BAFTA y un Emmy. Su éxito llevó a que también se decidiese hacer esta película, una versión para el cine de la ya antes mencionada miniserie.
Para hacerla también se contrató a Keith Mitchell, el mismo actor de la miniserie, para que interpretase al mujeriego rey, ya que había ganado el Emmy y el BAFTA al mejor actor por su papel en esa producción de la BBC.

## Recepción
La producción cinematográfica no tuvo la misma suerte que la miniserie y como consecuencia no logró tener éxito en taquilla ni tampoco en la crítica.
Hoy en día la película ha sido valorada en portales cinematográficos en el Internet. En IMDb, con 917 votos registrados, el filme obtiene una media ponderada de 6,8 sobre 10. En cuanto a Rotten Tomatoes, los más de 100 votos registrados en ese portal le dieron una valoración media de 3,8 de 5.